# محاصره موگیلف
محاصره موگیلف یک نبرد محاصره‌ای سه هفته‌ای در ماه ژوئیه سال ۱۹۴۱ بین نیروهای آلمان و شوروی در جبهه شرقی جنگ جهانی دوم بود که در جریان نبرد اسمولنسک به وقوع پیوست. این نبرد هنگامی به پا شد که نیروهای زرهی ورماخت در مراحل نخستین عملیات بارباروسا با پیشروی سریع خود را به رود دنیپر رساندند. نیروهای تحت امر ارتشبد هاینتس گودریان در گروه زرهی ۲ با گذر از دو طرف شمالی و جنوبی شهر موگیلف، یکی از نقاط مستحکم دفاعی ارتش سرخ در مجاورت رود دنیپر، نیروهای مدافع ارتش سیزدهم شوروی را در این ناحیه به محاصره انداختند. کار انهدام این محاصره به نیروهای پیاده‌نظام مشتکل از چهار لشکر سپاه ۷ ارتش دوم ورماخت سپرده شد. پاکسازی این ناحیه و تصرف شهر موگیلف تا روز ۲۷ ژوئیه به پایان رسید که به اسارت حدود ۳۵ هزار تن از نیروهای ارتش سرخ انجامید. مقاومت نیروهای شوروی در این ناحیه پیشروی بخشی از نیروهای آلمانی را برای حدود یک هفته به تأخیر انداخت.

## پیش‌زمینه
فرمان شماره ۲۱ پیشوا به عنوان تأیید نهایی طرح عملیاتی بارباروسا با صدور در ۱۸ دسامبر سال ۱۹۴۰، با وجود اشاره به اهداف جغرافیایی متعدد از جمله مسکو، یه روشنی هدف نهایی عملیات ورماخت را انهدام توان نظامی شوروی دانسته بود. بر اساس این طرح گروه ارتش مرکز بار اصلی تهاجم آلمان به شوروی را عهده‌دار بود.
عملیات بارباروسا روز ۲۲ ژوئن سال ۱۹۴۱ با گذر نیروهای فیلدمارشال فدر فن بک از خط مرزی آغاز شد. آغاز تهاجم آلمان هرج و مرج شدیدی بین نیروهای ارتش سرخ ایجاد نمود و ساختار فرماندهی جبهه غربی شوروی تقریباً از همان ابتدا تا حدود زیادی از کار افتاد. بیشتر نیروهای ارتش‌های سوم، چهارم و دهم جبهه غربی شوروی که در جانب غربی منطقه محدب بیاویستوک متمرکز شده بودند، در بین مسیر پیشروی دو گروه زرهی ۲ و ۳ ورماخت قرار گرفتند. ضد حملات جبهه غربی شوروی بدون برخورداری از ارتباطات مؤثر، پوشش هوایی، پشتیبانی تدارکاتی و تسلیحات مدرن و با گرفتاری به ناتوانی در آماده‌سازی و جهت دهی مناسب، با وجود تحمل خسارات و تلفات سنگین، بی تأثیر بود و آشفتگی حاکم بر نیروهای این جبهه اکثر اقدامات مقابله‌ای توسط آن را محکوم به شکست می‌ساخت. در نهایت روز ۲۸ ژوئن مینسک تصرف گردید و روز بعد طلایه‌داران دو گروه زرهی با الحاق به یکدیگر حلقه محاصره را در حومه شرقی مینسک در ۳۰۰ کیلومتری عمق خاک شوروی بستند تا سه ارتش میدانی شوروی را به دام بیندازند. محاصره کاملاً موفقیت‌آمیز نبود و بخش‌هایی از نیروهای جبهه غربی شوروی قادر شدند به سمت شرق عقب بنشینند.

## ادامه پیشروی ورماخت
گروه زرهی ۲ ورماخت در ادامه پیشروی رو به رود برزینا آورد و لشکر سوم زرهی والتر مدل از سپاه ۲۴ موتوریزه آن ۲۹ ژوئن با شکست سپاه ۴۷ تفنگ‌دار شوروی، گذرگاهی بر این رود در بابرویسک را به سلطه خود درآورد. هیتلر همان روز با در میان گذاشتن نگرانی خود با فن براوخیچ از عملیات‌های برد بلند نیروهای زرهی که موفقیت در مناطق بزرگ تحت محاصره بیاویستوک-مینسک را به خطر می‌انداخت، از او خواست از گروه ارتش مرکز بخواهد اجازه پیشروی فرا تر از بابرویسک به گودریان ندهد. با این وجود هالدر امیدوار بود «فرماندهان میانی بدون دریافت دستور صریح، به ابتکار خود کار درست را انجام دهند» و گروه زرهی ۲ خود را به روگاچف و موگیلف نیز برساند. هالدر روز ۳۰ ژوئن به دو گروه زرهی ۲ و ۳ دستور داد هر چه سریع‌تر ناحیه بین پولوتسک تا روگاچف را پاکسازی کنند. بر این اساس، گروه زرهی ۲ می‌بایست با گذر از رود دنیپر در ناحیه روگاچف-اورشا، در طول بزرگراه مینسک-مسکو به سمت شرق پیش می‌رفت. همان روز ارتش‌های دوم و نهم موفق شدند کار پاکسازی محاصره کوچک‌تر بیاویستوک را به پایان برسانند و نخستین سپاه‌های پیاده‌نظام آن‌ها توانستند به طرف نیروهای زرهی گودریان و هوت حرکت کنند.
سپاه ۲۴ موتوریزه ورماخت در جناح راست گروه زرهی ۲ شبانگاه روز ۳ ژوئیه به کمک لشکر سوم زرهی در شمال شرقی روگاچف به رود دنیپر رسید. لشکر چهارم زرهی این سپاه نیز ۴۵ کیلومتر بالاتر، در بیخوف خود را به این رود رساند. مدتی بعد لشکر چهارم زرهی ورماخت موفق به گذر از رود شد.
تا هفته نخست ماه ژوئیه تمامی ارتش‌ها و لشکرهای در حال دفاع شوروی از کمبود شدید تانک، تجهیزات ارتباطی، تسلیحات ضد تانک و توپ‌های ضدهوایی رنج می‌برند و استاوکا، فرماندهی عالی ارتش سرخ، به شدت در حال جابه‌جا کردن فرماندهان ارشد آن‌ها بود. برنامه پر شتاب استاوکا در بسیج نیروها، اوضاع را بدتر کرد و به این ارتش‌ها و لشکرها و افسران و نیروهای آن‌ها فرصت اندکی جهت آماده‌سازی برای میدان‌های نبرد داد. تا روز ۴ ژوئیه باقیمانده نیروهای ارتش سیزدهم جبهه غربی شوروی به فرماندهی سپهبد پیوتر فیلاتوف در حال دفاع از گذرگاه‌های رود دنیپر بود. این ارتش نیز وضعیت خوبی نداشت. بسیاری از نیروهای آن به تازگی از محاصره مینسک گریخته بودند. هر یک از چهار لشکر ارتش سیزدهم شوروی می‌بایست خط مقدمی به طول ۲۰ تا ۲۵ کیلومتر را حفظ می‌نمودند و برای سپاه ۲۰ مکانیزه آن هیج تانکی باقی نمانده بود. به هر صورت ارتش سرخ با بدل ساختن روگاچف، موگیلف و اورشا به نقاط مستحکم دفاعی، همچنان از قدرت زیادی در جانب غربی رود دنیپر برخوردار بود. سپاه ۴۶ موتوریزه ورماخت در مرکز خط مقدم گروه زرهی ۲ در رود برزینا، در پوگوست و جنوب آن، در مسیر موگیلف متوقف گشت. در ادامه با غلبه این سپاه پس از دو روز بر مقاومت سرسختانه بقایای لشکرهای ۶۴، ۱۰۰، ۱۰۸ و ۱۶۱ تفنگ‌دار از ارتش سیزدهم و سپاه‌های ۴ هوابرد و ۲۰ مکانیزه شوروی، دو لشکر آن توانستند تا اواخر روز ۷ ژوئیه خود را به نیمه راه بین رودهای برزینا و دنیپر برسانند. در این حال سپهبد فیلاتوف در حمله هوایی روز ۸ ژوئیه به قرارگاهش در موگیلف به شدت مجروح و توسط سپهبد فیودور رمزوف جایگزین گشت.
گودریان در حال آماده‌سازی جهت گذر از دنیپر در بیخوف در جنوب موگیلف و شکلوف و کوپیس بین موگیلف و اورشا در شمال بود. او با جابه‌جایی نیروها قصد داشت بزرگ‌ترین تمرکز نیروهای شوروی در گذرهای اصلی در روگاچف، موگیلف و اورشا را دور بزند و از ضعیف‌ترین قسمت خط دفاعی دشمن که مربوط به نیروهای ذخیره تاکتیکی در ارتش سیزدهم شوروی بود، عبور کند. در این رویکرد مواضع قدرتمند دشمن بعداً توسط پیاده‌نظام پاکسازی می‌شدند. به هر صورت، با وجود درخواست نیروی کمکی از ارتش دوم ورماخت و گسیل گشتن با عجله سه لشکر از طرف این ارتش جهت پوشش جناح جنوبی گروه زرهی ۲، گودریان قصد داشت با تانک‌های خود و بدون منتظر ماندن جهت رسیدن لشکرهای پیاده‌نظام تهاجم را ادامه دهد. او در حال متمرکز کردن سپاه‌های ۴۶ و ۴۷ موتوریزه خود در ناحیه بین اورشا و موگیلف و سپاه ۲۴ موتوریزه در جنوب موگیلف بود. اطلاع فن کلوگه از این موضوع موجب اختلاف نظر بین این دو تن شد. فن کلوگه با دیدار از قرارگاه گودریان در اوایل روز ۹ ژوئیه، با گذر او از دنیپر بدون انتظار برای پشتیبانی پیاده‌نظام و توپخانه بیشتر مخالفت کرد. گودریان اعلام نمود سپاه‌های ۲۴ و ۴۶ موتوریزه در مواضع آغاز تهاجم متمرکز شده‌اند و نگاه داشتن طولانی آن‌ها در این موقعیت موجب قرار گرفتن این سپاه‌ها در معرض تهدید حملات هوایی دشمن می‌شود. او حتی مدعی شد اگر این حمله با موفقیت اجرا گردد کل عملیات بارباروسا در همین سال مختومه خواهد شد. نهایتاً با استناد گودریان به طرح عملیاتی پیش از جنگ و عدم دریافت دستور الزام‌آور دیگری توسط او، فن کلوگه همان روز با این حرکت موافقت نمود.

## گذر از دنیپر
طبق برنامه، روزهای ۱۰ و ۱۱ ژوئیه تهاجم گروه زرهی ۲ با ۴۵۰ تانک عملیاتی، موفق به دستیابی به گذرگاه‌هایی در دو طرف موگیلف، در شکلوف و کوپیس در شمال به ترتیب توسط سپاه‌های ۴۶ و ۴۷ موتوریزه ورماخت و در بیخوف در جنوب توسط سپاه ۲۴ موتوریزه ورماخت، شد. لشکر بیست و نهم پیاده‌نظام موتوریزه سپاه ۴۷ موتوریزه ورماخت با پشتیبانی گردان ۲۰۳ توپ‌های تهاجمی اشتوگ، یک آتشبار سنگین ضدهوایی، مهندسان سپاه و سایر یگان‌ها، پس از چند اقدام و دفع ضد حملات مکرر ارتش سرخ، جای پایی آن سوی رود برای خود باز کرد. این عمل با فائق آمدن بر دفاع لشکر صدم تفنگ‌دار ارتش بیستم شوروی حاصل گشت. همزمان، مقداری به سمت جنوب، لشکر دهم زرهی سپاه ۴۶ موتوریزه ورماخت نیز با حمله به نزدیکی محل اتصال ارتش‌های سیزدهم و بیستم شوروی و عقب راندن لشکر پنجاه و سوم تفنگ‌دار ارتش سیزدهم شوروی، گذرگاهی برای خود تصاحب نمود. یگان‌های ارتش سیزدهم شوروی در جنوب موگیلف با جدا شدن از یگان‌های مسقر در موگیلف، وادار به رها کردن کریچف و عقب‌نشینی به سمت شرق و جنوب شرقی شدند. بدین شکل، حرکت نیروهای گودریان با پشتیبانی گسترده هوایی، اتصال ارتش‌های سیزدهم و بیستم شوروی را قطع کرد. جناح ۵۱ جنگنده لوفت‌وافه از سپاه ۲۴ موتوریزه و سپاه‌های ۸ و ۲ هوایی به ترتیب از سپاه‌های ۴۷ و ۴۶ موتوریزه گروه زرهی ۲ ورماخت پشتیبانی می‌کردند. با توجه به کمبود مهمات توپخانه در گروه زرهی ۲، حملات هوایی لوفت‌وافه در ۱۰ ژوئیه نقش بسزایی در پیشروی نیروهای گودریان ایفا نمودند.

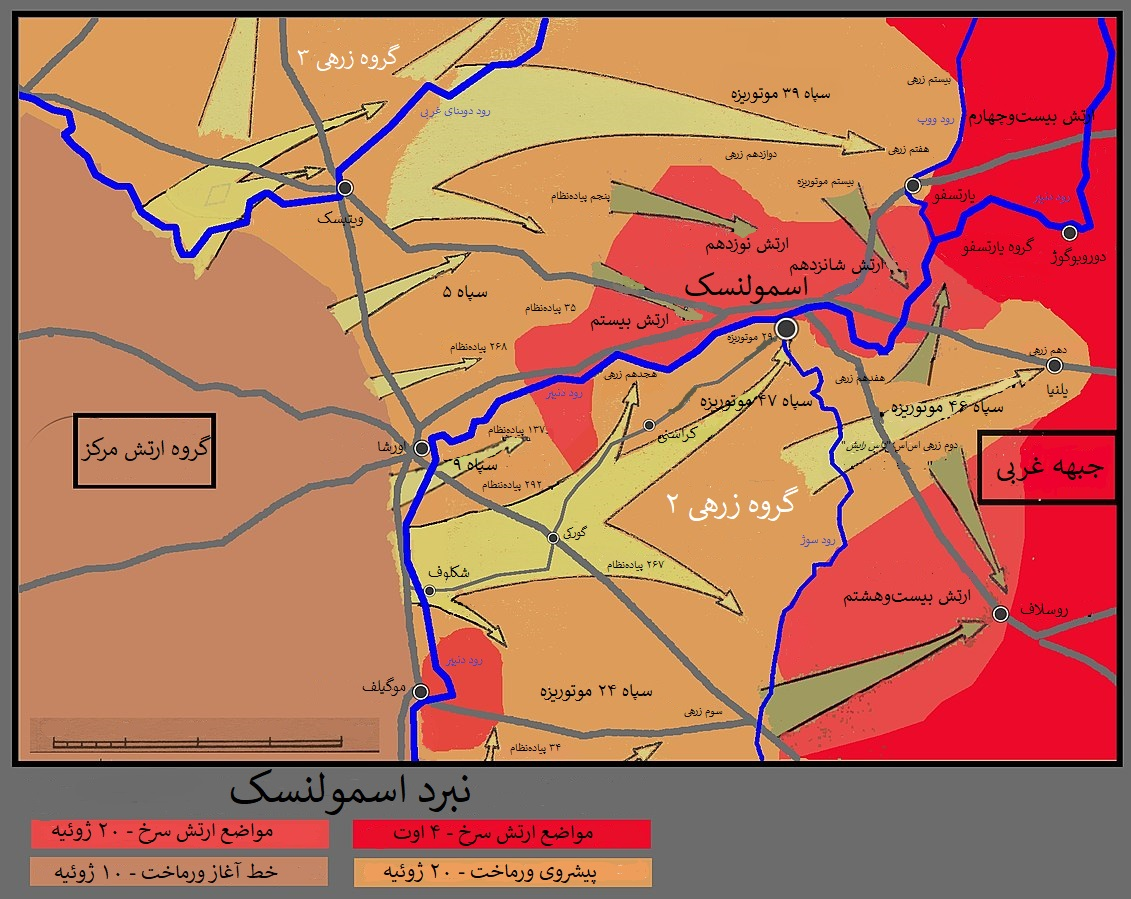
ایجاد محاصره در ناحیه موگیلف (جنوب غربی نقشه)

تیموشنکو به استناد گزارش‌های اطلاعاتی، از قصد آلمانی‌ها در گذر از رود مطلع بود اما تصور می‌کرد تهاجم گودریان در روگاچف خواهد بود؛ از همین رو ارتش بیست و یکم شوروی را در این شهر متمرکز کرده و تنها لشکر صد و هشتاد و هفتم تفنگ‌دار از ارتش سیزدهم شوروی را در دفاع شمال بیخوف باقی گذاشته بود. غافلگیری حاصل از تهاجم سپاه ۲۴ موتوریزه ورماخت در بیخوف امکان دفاع از خط رود دنیپر را از نیروهای شوروی گرفت. پس از شکسته شدن مقاومت مدافعان و گذر نیروهای زرهی گودریان از رود دنیپر، مهندسان آلمانی شروع به احداث دو پل دیگر بر آن کردند. در همین حال، عناصری از لشکر سوم زرهی سپاه ۲۴ موتوریزه ورماخت تهاجمی نیز به موگیلف صورت دادند که موفقیت‌آمیز نبود. گودریان در ابتدا قصد داشت سپاه ۲۴ موتوریزه ورماخت موگیلف را با به محاصره درآوردن آن از جنوب توسط لشکر سوم زرهی خود، تسخیر کند. با این حال، پس از آن که لشکر سوم زرهی ورماخت پیشروی کُندی در راه‌های بد منطقه انجام داد و در اثر انهدام پلی در جنوب موگیلف و مقاومت سرسختانه نیروهای شوروی، در نهایت متوقف شد، گودریان، با تأیید فن کلوگه، تصمیم گرفت موگیلف را پشت سر بگذارد و لشکر سوم زرهی ورماخت، از گذرگاه بیخوف، لشکر چهارم زرهی ورماخت را دنبال نماید. بدین ترتیب عبور قوای گودریان از نقاط ضعیف دفاع رود دنیپر با موفقیت حاصل گشت و اورشا و شهر مستحکم موگیلف پشت سر نهاده شدند. تا میانه روز ۱۱ ژوئیه ارتش دوم ورماخت، پشت سر گروه زرهی ۲، خود را به رود برزینا رساند و با راهپیمایی اجباری در حال حرکت به سمت رود دنیپر در شرق بود. تا پایان روز ۱۳ ژوئیه، هنگامی که لشکر هفدهم زرهی از سپاه ۴۷ موتوریزه ورماخت اورشا را در نهایت به تصرف آلمانی‌ها درآورد، دفاع جبهه غربی شوروی در طول رود دنیپر کاملاً فروپاشید. در این هنگام سپاه‌های ۲۴ و ۴۶ موتوریزه ورماخت در حال نفوذ عمیق به پشت سر ارتش سیزدهم شوروی بودند. لشکر دهم زرهی از سپاه ۴۶ موتوریزه ورماخت با ۵۵ کیلومتر پیشروی در عرض دو روز، عضر روز ۱۵ ژوئیه مستیسلاف را در کنار رود سوژ در ۱۰۰ کیلومتری شرق موگیلف به تصرف خود درآورد. بدین شکل، به دستور سپهبد واسیلی گراسیمنکو، فرمانده جدید ارتش سیزدهم، بدنه اصلی این ارتش به صورت آشفته‌ای شروع به عقب‌نشینی به سمت رود سوژ در شرق کرد. تانک‌های گودریان در لشکر چهارم زرهی از سپاه ۲۴ موتوریزه روز ۱۶ ژوئیه در پروپویسک، در ۷۰ کیلومتری شرق موگیلف، خود را به رود سوژ رساندند. در این شرایط، در نهایت یگان‌های سپاه‌های ۶۱ تفنگ‌دار و ۲۰ مکانیزه از ارتش سیزدهم شوروی، در حال دفاع از شهر از ۱۷ ژوئیه در منطقه بیضی‌شکل کشیده‌شده به شرق به طول ۴۰ کیلومتر در حوالی موگیلف به محاصره افتادند. این نیروها شامل بقایای ۸ تا ۱۰ لشکر مجموعاً حدود ۱۰۰ هزار نفر بودند. سپاه ۴۵ تفنگدار شوروی موفق به گریز به سمت جنوب و الحاق به ارتش بیست و یکم شوروی شد. گراسیمنکو و ستاد آن نیز از مهلکه گریختند.

## ضد حمله ارتش سرخ
طبق دستور روز ۱۲ ژوئیه استاوکا جبهه غربی شوروی موظف شد عملیات‌هایی در محور گومل و بابرویسک آغاز نماید تا مناطق پشت سر تجمع نیروهای دشمن در بابرویسک را تحت فشار بگذارد. قصد تیموشنکو از این ضد حمله محاصره و انهدام گروه‌های زرهی ورماخت و بازیابی دفاع جبهه غربی شوروی در طول رود دنیپر بود. بدین منظور، ارتش‌های سیزدهم و بیست و یکم به همراه بقایای ارتش چهارم شوروی نیروهای آلمانی را در شرق موگیلف و روگاچف پاکسازی و به سمت بابرویسک پیشروی می‌نمودند. ضد حمله جبهه غربی شوروی با تنها ارتش باقی مانده برای آن، به شکلی نامنظم از روز ۱۳ ژوئیه، با یورش حدود ۲۰ لشکر ارتش بیست و یکم شوروی با پشتیبانی بقایای ارتش چهارم آن، به سمت بابرویسک در جناح جنوبی پیشروی گودریان، به منظور شکستن اتصال گروه زرهی ۲ و ارتش دوم ورماخت در پشت سر آن، آغاز شد. گروه زرهی ۲ به شدت از جانب ناحیه گومل در جنوب شرقی هدف ضد حمله نیروهای ارتش سرخ قرار گرفت که با یورش‌هایی در ناحیه موگیلف و اورشا در جناح داخلی آن همراه شد. ضد حمله سپاه ۶۳ تفنگ‌دار ارتش بیست و یکم شوروی با سه لشکر به مواضع نیروهای آلمانی در نزدیکی روگاچف و ژلوبین، موجب عقب رانده شدن موقت آن‌ها به سمت غرب شد. ارتش بیست و یکم شوروی ضمن پس گرفتن این دو شهر، به پیشروی به سمت بابرویسک علیه جناح جنوبی سپاه ۲۴ موتوریزه ورماخت ادامه داد. نیروهای شوروی با گذر از رود دنیپر و نفوذ عمیق در مواضع آلمانی‌ها، تا روز ۱۵ ژوئیه با لشکر ۲۳۲ تفنگ‌دار موفق به پیشروی تا عمق ۸۰ کیلومتری شدند و پل‌هایی بر روی رودهای برزینا و پتیچ تصرف کردند؛ تا این که سپاه ۵۳ ارتش دوم ورماخت موجب توقف آن‌ها گشت. در این مدت منافذی در حلقه محاصره ناحیه موگیلف مداوما باز و بسته می‌شد. گروه ارتش مرکز وادار گردید سپاه ۴۳ ورماخت را جهت حفاظت از جناح راست گروه زرهی ۲، از جایگاه ذخیره وارد میدان کند. به هر حال، تمامی اراضی پیشروی شده توسط ارتش بیست و یکم شوروی تا روز ۲۰ ژوئیه مجدداً به سلطه آلمانی‌ها درآمد و ارتش سرخ در نهایت نتوانست محاصره ناحیه موگیلف را بشکند.

## ترکیب یگان‌ها
یگان‌های درون محاصره ارتش سرخ در ناحیه موگیلف:
| - سپاه ۶۱ تفنگ‌دار: - لشکر ۵۳ تفنگ‌دار - لشکر ۱۱۰ تفنگ‌دار - لشکر ۱۷۲ تفنگ‌دار | - سپاه ۲۰ تفنگ‌دار: - بیشتر لشکر ۱۳۲ تفنگ‌دار - بیشتر لشکر ۱۳۷ تفنگ‌دار - بیشتر لشکر ۱۶۰ تفنگ‌دار - سپاه ۴۸ تفنگ‌دار: - بخشی از لشکر ۱۴۸ تفنگ‌دار - بخشی از لشکر ۱۸۷ تفنگ‌دار | - سپاه ۲۰ مکانیزه: - لشکر یکم تفنگ‌دار موتوریزه - لشکر ۲۶ تانک - لشکر ۳۸ تانک - لشکر ۲۱۰ موتوریزه |

## انهدام محاصره
ارتش سیزدهم شوروی موگیلف را از اواخر ماه ژوئن در عرض حدود یک ماه به کمک یگان‌های مهندسی و ده‌ها هزار غیرنظامی، با ساخت شبکه گسترده و عمیقی از سنگرها و سایر مواضع دفاعی از جمله میدان‌های وسیع مین، به یک دژ مستحکم بدل ساخته بود. کار ساخت استحکامات در موگیلف هنگام گذر گودریان از دنیپر همچنان ادامه داشت. یک شناسایی هوایی آلمانی از موگیلف «مواضع به دقت ترسیم‌شده روس‌ها» را «یادآور جنگ جهانی اول» گزارش کرد. در این زمان موگیلف آخرین نقطه تحت سلطه جبهه غربی شوروی در در ساحل رود دنیپر بود. حفظ این نقطه توسط شوروی می‌توانست جلوی تمرکز آلمانی‌ها بر انهدام قوای ارتش سرخ در ناحیه اسمولنسک را بگیرد و پایگاه مهمی برای آغاز ضد حملات باشد یا دست کم فرصت بیشتری به ارتش‌های سیزدهم و چهارم شوروی جهت ایجاد مواضع دفاعی جدید در طول رود ژور فراهم آورد. مقاومت نیروهای شوروی در ناحیه موگیلف مانعی برای پیشروی جناح جنوبی گروه ارتش مرکز برای تکمیل محاصره ناحیه اسمولنسک بود. از این رو قوای ارتش سیزدهم در موگیلف دستور به دفاع از مواضع خود به هر قیمتی گرفتند. فرماندهی نیروهای شوروی در ناحیه موگیلف ابتدا بر عهده سرلشکر آندری نیکیتین، فرمانده سپاه ۲۰ مکانیزه بود اما با انتقال او در روز ۱۶ ژوئیه به خارج از محاصره این مسئولیت بر عهده سرلشکر فیودور باکونین، فرمانده سپاه ۶۱ تفنگ‌دار قرار گرفت. هسته نیروهای مدافع را گروه ویژه‌ای به فرماندهی سرلشکر میخائیل رومانوف، فرمانده لشکر ۱۷۲ تفنگ‌دار، مشتکل از لشکر او، لشکر ۱۱۰ تفنگ‌دار، هنگ‌های منفرد از بقایای لشکرهای ۱۳۲، ۱۳۷ و ۱۴۳ تفنگ‌دار و بقایای سپاه ۲۰ مکانیزه، تشکیل می‌داد.
تا پیش از آن که سپاه‌های پیاده‌نظام ارتش دوم ورماخت خود را به موقعیت برسانند، لشکرهای سوم زرهی و دهم پیاده‌نظام موتوریزه از سپاه ۲۴ موتوریزه گروه زرهی ۲ می‌بایست حلقه محاصره حول ناحیه موگیلف را حفظ می‌کردند. با توجه به درگیر بودن نیروهای ارتش دوم ورماخت با ضد حمله ارتش بیست و یکم شوروی در جنوب، این دو لشکر به کمک هنگ پیاده‌نظام گروس‌دویچلانت و لشکر پیاده‌نظام موتوریزه داس رایش اس‌اس از سپاه ۴۶ موتوریزه ورماخت که از شمال شمال به سمت موگیلف پیشروی می‌نمودند، این مأموریت را تا روز ۱۷ ژوئیه به انجام رساندند. لشکر داس رایش اس‌اس با استقرار در شمال چاووشی در حال سد کردن مسیر گریز نیروهای شوروی به سمت شمال شرقی بود و لشکر یکم سواره‌نظام ورماخت نیز در قسمت جنوبی شکاف بین لشکر چهارم زرهی ورماخت و رودخانه دنیپر را پر می‌کرد.
پس از قرار گرفتن در جایگاه نیروهای زرهی و آزاد کردن آن‌ها از حلقه محاصره در روزهای ۱۶ و ۱۷ ژوئیه، مأموریت عملیات تهاجم به موگیلف توسط ارتشبد ماکسیمیلیان فن وایخس، فرمانده ارتش دوم ورماخت بر عهده سپاه ۷ ارتش دوم ورماخت به فرماندهی سپهبد ویلهلم فارمباخر، قرار گرفت. پس از تمرکز قوا، نخستین حمله سپاه ۷ ورماخت به موگیلف روز ۲۰ ژوئیه با لشکرهای هفتم و بیست و سوم پیاده‌نظام از جانب غربی صورت گرفت. نیروهای ارتش سرخ در مواضع آماده و با پشتیبانی توپخانه این حمله را دفع کردند. با این حال آلمانی‌ها قادر به گذر از دنیپر در جناحین شمالی و جنوبی و رخنه در دفاع دشمن در ناحیه بوئینیچی در حومه جنوب شرقی موگیلف شدند. جهت تکمیل حصر موگیلف، ارتش دوم ورماخت لشکرهای پانزدهم و هفتاد و ششم پیاده‌نظام را نیز در اختیار سپاه ۷ خود قرار داد. لشکر بیست و سوم پیاده‌نظام ورماخت روز ۲۱ ژوئیه پس از درگیری سخت و پر خسارت، مدافعان را دور زد و پلی را به شکل سالم در جنوب شرقی شهر به تسخیر درآورد. این لشکر از این قسمت خط دفاعی درونی ارتش سرخ را شکست و چندین ضد حمله شدید را دفع کرد. در مواجهه با کمبود تدارکات درون محاصره، شوروی سعی کرد اقلام مورد نیاز را با بمب‌افکن‌های تی‌بی ۳ از طریق هوایی به موگیلف برساند که بسیاری از آن‌ها به دست آلمانی‌ها افتاد و بسیاری دیگر از مهمات از کالیبر اشتباه بودند. با وجود ورود مقداری نیروی کمکی از لشکر یکم تفنگ‌دار موتوریزه از جانب شمال به درون محاصره، لشکر هفتاد و هشتم پیاده‌نظام ورماخت روز ۲۲ ژوئیه اقدام دیگری از جانب شمال شرقی برای کمک‌رسانی به نیروهای تحت محاصره شوروی را بی‌ثمر کرد و جلوی تلاش نیروهای باکونین برای خروج از محاصره به سمت شرق را گرفت. حمله شبانه لشکر هفتاد و هشتم پیاده‌نظام ورماخت به قسمت جنوبی مواضع قوای باکونین، به به‌اسارت درآمدن ۵ هزار نفر و غنیمت گرفته شدن تدارکات یک لشکر انجامید. لشکرهای هفتم، پانزدهم، بیست و سوم و هفتاد و هشتم پیاده‌نظام سپاه ۷ ارتش دوم ورماخت تا روز ۲۴ ژوئیه حلقه محاصره حول موگیلف را تنگ‌تر کردند. نیروهای ورماخت همان روز با بخش‌هایی از سه لشکر موفق به رخنه به مرکز شهر موگیلف شدند. با ورود نیروهای ورماخت به شهر نبرد شدید خیابان‌به‌خیابان و خانه‌به‌خانه بین طرفین درگرفت که تلفات سنگینی بر آلمانی‌ها تحمیل نمود. مابقی دخایر مهمات، غذا و سوخت نیروهای شوروی درون محاصره تا پایان روز ۲۵ ژوئیه به پایان رسید. باکونین، بر خلاف خواست مقامات بالاتر، شب ۲۶ ژوئیه دستور به تلاش نیروهایش جهت خروج از محاصره به سمت شرق داد. با پشت سر باقی گذاشتن هزاران مجروح به همراه پزشکان، تنها تعداد اندکی از این نیروها قادر به گریز از ناحیه تحت محاصره و رساندن خود به خطوط ارتش سرخ گشتند. تا پایان روز ۲۷ ژوئیه موگیلف به تصرف سپاه ۷ ورماخت درآمد. مجموعاً بیش از ۳۵ هزار نفر نیروهای «خط مقدم» ارتش سرخ در این منطقه به اسارت و ۲۴۵ توپ به غنیمت آلمانی‌ها درآمدند. رومانوف نیز در حین فرار به چنگ آلمانی‌ها افتاد.

## پیامدها
مقاومت سرسختانه مدافعان موگیلف شباهت زیادی به دفاع قلعه برست داشت و در نهایت موجب کسب عنوان «شهر قهرمان» در اتحاد شوروی برای آن شد. یک تاریخ‌دان موگیلف را «مادریدِ بلاروس» توصیف نمود. چنین مقاومتی در پشت خط مقدم، اتلاف منابع محدود ورماخت، از جمله زمان، را تشدید ساخت و با درگیر نگاه داشتن پیاده‌نظام به خود و انداختن فاصله بین آن و سرنیزه زرهی، جناح باز جنوبی گروه ارتش مرکز ورماخت را بسیار طولانی‌تر کرد. زمانی که توسط مدافعان موگیلف خریده شد به جبهه غربی شوروی اجازه داد نیروهای ذخیره تازه‌نفس خود را وارد میدان کند و در نبردهای حیاتی در محدوده اسمولنسک به کارگیرد. شرایط این نبرد محاصره‌ای فرماندهی عالی آلمان را مجاب به استفاده بیشتر از توپخانه علیه نواحی به شدت مستحکم جهت اجتناب از دادن تلفات سنگین کرد.